# Нівот (Колорадо)
Нівот (англ. Niwot) — переписна місцевість (CDP) в США, в окрузі Боулдер штату Колорадо. Населення — 4306 осіб (2020).

## Географія
Нівот розташований за координатами 40°5′51″ пн. ш. 105°9′30″ зх. д. / 40.09750° пн. ш. 105.15833° зх. д. (40.097552, -105.158280).  За даними Бюро перепису населення США в 2010 році переписна місцевість мала площу 10,38 км², з яких 10,35 км² — суходіл та 0,02 км² — водойми.

### Клімат
| Клімат : Нівот           | Клімат : Нівот | Клімат : Нівот | Клімат : Нівот | Клімат : Нівот | Клімат : Нівот | Клімат : Нівот | Клімат : Нівот | Клімат : Нівот | Клімат : Нівот | Клімат : Нівот | Клімат : Нівот | Клімат : Нівот | Клімат : Нівот |
| Показник                 | Січ.           | Лют.           | Бер.           | Квіт.          | Трав.          | Черв.          | Лип.           | Серп.          | Вер.           | Жовт.          | Лист.          | Груд.          | Рік            |
| Середній максимум, °C    | 8,3            | 8,9            | 13,3           | 17,2           | 22,2           | 27,8           | 31,1           | 29,4           | 25,6           | 18,9           | 12,2           | 7,2            | 18,5           |
| Середній мінімум, °C     | −5,6           | −5             | −1,7           | 2,2            | 6,7            | 10,6           | 13,9           | 13,3           | 8,9            | 3,3            | −2,2           | −6,1           | 3,2            |
| Норма опадів, мм         | 19             | 21             | 56             | 73             | 71             | 56             | 45             | 47             | 43             | 39             | 31             | 24             | 525            |
| ------------------------ | -------------- | -------------- | -------------- | -------------- | -------------- | -------------- | -------------- | -------------- | -------------- | -------------- | -------------- | -------------- | -------------- |
| Джерело: Accuweather.com |                |                |                |                |                |                |                |                |                |                |                |                |                |

## Демографія
Згідно з переписом 2010 року, у переписній місцевості мешкало 4006 осіб у 1582 домогосподарствах у складі 1125 родин. Густота населення становила 386 осіб/км².  Було 1669 помешкань (161/км²).
Расовий склад населення:
| - 93,9 % — білих - 2,4 % — азіатів - 0,5 % — чорних або афроамериканців - 0,2 % — корінних американців |

До двох чи більше рас належало 2,3 %. Частка іспаномовних становила 3,3 % від усіх жителів.
За віковим діапазоном населення розподілялося таким чином: 25,8 % — особи молодші 18 років, 63,2 % — особи у віці 18—64 років, 11,0 % — особи у віці 65 років та старші. Медіана віку мешканця становила 46,7 року. На 100 осіб жіночої статі у переписній місцевості припадало 94,7 чоловіків;  на 100 жінок у віці від 18 років та старших — 95,3 чоловіків також старших 18 років.
Середній дохід на одне домашнє господарство  становив 135 476 доларів США (медіана — 104 681), а середній дохід на одну сім'ю — 160 180 доларів (медіана — 121 635). За межею бідності перебувало 3,4 % осіб, у тому числі 1,0 % дітей у віці до 18 років та 0,0 % осіб у віці 65 років та старших.
Цивільне працевлаштоване населення становило 2127 осіб. Основні галузі зайнятості: науковці, спеціалісти, менеджери — 24,4 %, освіта, охорона здоров'я та соціальна допомога — 14,9 %, виробництво — 13,9 %.